# Two Hunters
Two Hunters drugi je studijski album američkog black metal-sastava Wolves in the Throne Room. Diskografska kuća Southern Lord Records objavila ga je 25. rujna 2007.

## O albumu
Skupina je snimala uradak u studijima London Bridge Studios i Aleph Studios. Pritom se minimalno koristila bilo kakvim vrstama digitalnih efekata ili digitalne manipulacije. Naslovnicu albuma načinila je Rachel Carns. Inačica albuma na gramofonskoj ploči, koju je Southern Lord Records objavio godinu dana nakon izvorne objave albuma, sadrži i produženu verziju pjesme „Cleansing” (koja je otprilike šest minuta dulja) te prethodno neobjavljenu skladbu „To Reveal”. 
Dobio je priznanje kritike te je njime sastav privukao veliku pozornost black metal-scene. Inačica albuma koju je tri mjeseca kasnije u Japanu objavila diskografska kuća The Daymare Recordings sadrži i demouradak skupine pod nazivom 2005 Demo na drugome CD-u.

## Popis pjesama
| 1.    | »Dea Artio« (instrumentalna skladba)                 | 5:58  |
| 2.    | »Vastness and Sorrow«                                | 12:12 |
| 3.    | »Cleansing«                                          | 9:55  |
| 4.    | »I Will Lay Down My Bones Among the Rocks and Roots« | 18:16 |
| 46:21 |                                                      |       |

| Inačica albuma na gramofonskoj ploči izdanoj 2008. | Inačica albuma na gramofonskoj ploči izdanoj 2008.   | Inačica albuma na gramofonskoj ploči izdanoj 2008. | Inačica albuma na gramofonskoj ploči izdanoj 2008. | Inačica albuma na gramofonskoj ploči izdanoj 2008. | Inačica albuma na gramofonskoj ploči izdanoj 2008. | Inačica albuma na gramofonskoj ploči izdanoj 2008. | Inačica albuma na gramofonskoj ploči izdanoj 2008. | Inačica albuma na gramofonskoj ploči izdanoj 2008. | Inačica albuma na gramofonskoj ploči izdanoj 2008. |
| Br.                                                | Skladba                                              | Trajanje                                           |                                                    |                                                    |                                                    |                                                    |                                                    |                                                    |                                                    |
| -------------------------------------------------- | ---------------------------------------------------- | -------------------------------------------------- | -------------------------------------------------- | -------------------------------------------------- | -------------------------------------------------- | -------------------------------------------------- | -------------------------------------------------- | -------------------------------------------------- | -------------------------------------------------- |
| 1.                                                 | »Dea Artio« (instrumentalna skladba)                 | 5:58                                               |                                                    |                                                    |                                                    |                                                    |                                                    |                                                    |                                                    |
| 2.                                                 | »Vastness and Sorrow«                                | 12:12                                              |                                                    |                                                    |                                                    |                                                    |                                                    |                                                    |                                                    |
| 3.                                                 | »Cleansing« (produljena verzija)                     | 15:56                                              |                                                    |                                                    |                                                    |                                                    |                                                    |                                                    |                                                    |
| 4.                                                 | »I Will Lay Down My Bones Among the Rocks and Roots« | 18:16                                              |                                                    |                                                    |                                                    |                                                    |                                                    |                                                    |                                                    |
| 5.                                                 | »To Reveal«                                          | 16:43                                              |                                                    |                                                    |                                                    |                                                    |                                                    |                                                    |                                                    |
| 69:07                                              |                                                      |                                                    |                                                    |                                                    |                                                    |                                                    |                                                    |                                                    |                                                    |

## Recenzije
| Recenzije           | Recenzije |
| Izvor               | Ocjena    |
| ------------------- | --------- |
| AllMusic            | [ 4 ]     |
| Chronicles of Chaos | 9,5/10    |
| Pitchfork           | 7,9/10    |

Dobio je pozitivne kritike. U osvrtu za AllMusic Thom Jurek dao mu je tri i pol zvjezdice od njih pet izjavivši da su članovi sastava „skladatelji koji znaju kako oblikovati glazbeno djelo u kojem su dinamika, napetost, atmosfera i teksture na vrhuncu, no pritom nikad ne zapostavljaju bijes i uzrujanost koji black metal čine tako posebnim”. U recenziji za časopis Decibel Joseph Schafer spomenuo je da se na uratku nalaze „neke od najdojmljivijih melodija [sastava] uz gust, bogat zvuk koji dolikuje mitskim razmjerima njegove ambicije”.
Kostas Sarampalis dao mu je devet i pol boda od njih deset pišući za Chronicles of Chaos; zaključio je da uradak „razveseljuje slušatelje i istodobno im dodatno pobuđuje tek” te da su pjesme „hipnotičke, dirljive [i] nasilne”, ali da „naposljetku ispunjuju radošću”. U osvrtu za Exclaim! Max Deneau nazvao ga je „ključnim albumom za obožavatelje žanra”. Grayson Haver Currin dao mu je 7,9 bodova od njih deset u recenziji za Pitchfork spomenuvši da je riječ o „grubu i moćnu djelu” na kojem skupina „spaja surovost black metala s teatralnim post-rockom”.

## Zasluge
| Wolves in the Throne Room - Nathan Weaver – vokali, gitara, produkcija, omot albuma - Rick Dahlin – vokali, gitara, produkcija, omot albuma - Aaron Weaver – bubnjevi, produkcija, omot albuma Dodatni glazbenici - Jessika Kenney – vokali (na 3. i 4. pjesmi) - Sty Orc – rog | Ostalo osoblje - Randall Dunn – snimanje, miksanje - Mell Dettmer – snimanje, mastering - Chris Beno – fotografija - Carli Davidson – fotografija - Rachel Carns – omot albuma |